# Западножемайтский диалект

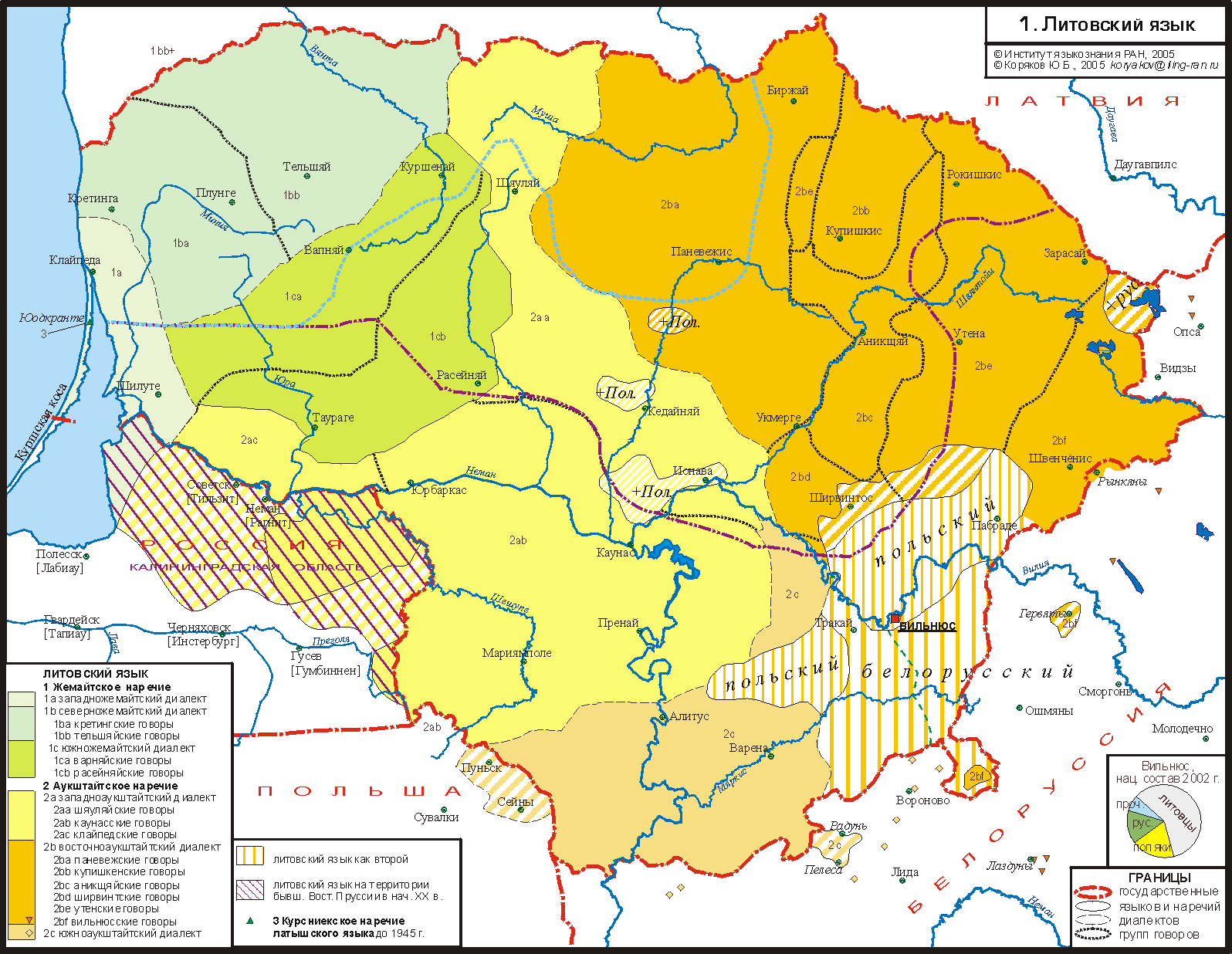
Ареал западножемайтского диалекта на карте распространения литовского языка (по данным классификации 1964 года)

Западножема́йтский диале́кт (также клайпедский диалект, мемельский диалект, мемельляндерский диалект; лит. vakarų žemaičiai, латыш. rietumžemaišu izloksne; самоназвание vakarų zemaitiskai, klaipėdiškiai) — один из диалектов литовского языка, до 1945 года распространённый в западной части территории современной Литовской республики. В настоящее время практически вышел из употребления. Входит вместе с северножемайтским и южножемайтским диалектами в состав жемайтского (нижнелитовского) наречия, которое противопоставляется аукштайтскому (верхнелитовскому) наречию, включающему западноаукштайтский, восточноаукштайтский и южноаукштайтский диалекты.
Западножемайтский диалект наиболее сильно обособлен от остальных говоров жемайтского наречия в силу того, что он развивался за пределами Жемайтии — на территории Восточной Пруссии.
Традиционно носители западножемайтского диалекта называются по произношению слова «хлеб» (лит. литер. dúona, западножем. dóna) — до́нининки (самоназвание — donininkai).

## История
Формирование западножемайтского диалектного ареала связано с переселением жемайтов с востока на побережье Балтийского моря в земли Восточной Пруссии и с последующей ассимиляцией местного балтского племени скальвов.
Часть западных жемайтов на территории Пруссии вошла в состав этнографической группы мемельцев — литовоязычных протестантов Клайпедского края. Согласно З. Зинкявичусу, носителей западножемайтского диалекта называют жемайтами только с точки зрения диалектологических черт, сами себя они никогда жемайтами не называли, так как никогда не жили в Жемайтском княжестве.
После Второй мировой войны значительная часть носителей западножемайтского диалекта была переселена в Германию. В настоящее время как в Литве, так и в Германии диалект практически не используется.

## Область распространения
Область распространения западножемайтского диалекта охватывает западные районы историко-этнографической области Жемайтия. До 1923 года северная и центральная часть западножемайтской территории составляла западную область бывшего Мемельского (Клайпедского) края, входившего в состав Восточной Пруссии: районы Клайпеды, Шилуте, Прекуле и других населённых пунктов (современная Литва); южная часть до 1945 года входила в северную область Восточной Пруссии: районы Мысовки, Головкина и других населённых пунктов (современная Калининградская область России).
По административно-территориальному делению Литвы, принятому в настоящее время, ареал западножемайтского диалекта занимал западную, центральную и юго-западную часть территории Клайпедского уезда. Южная часть западножемайтского ареала была размещена на севере современной Калининградской области на побережье Куршского залива к югу от устья Немана.
Ареал западножемайтского диалекта на севере и востоке граничил с ареалами других жемайтских диалектов: с северо-востока — с ареалом кретингских говоров северножемайтского диалекта, с востока — с ареалом варняйских говоров южножемайтского диалекта. С юго-востока к ареалу западножемайтского диалекта примыкала часть ареала каунасских говоров западноаукштайтского диалекта, иногда выделяемая как особый клайпедско-аукштайтский ареал.

## Диалектные особенности
Основной особенностью, по которой дифференцируются диалекты жемайтского наречия, является различие в историческом изменении дифтонгоидов /u͜o/, /i͜e/.
В западножемайтском диалекте /u͜o/ развился в гласную [o], /i͜e/ развился в гласную [ẹ]: [dô·na] (лит. литер. dúona [dú͜ona]) «хлеб», [pệ·ns] (лит. литер. píenas [p’í͜enas]) «молоко».
В южножемайтском диалекте произошли изменения /u͜o/ > [i·], /i͜e/ > [u·], для северножемайтского диалекта характерен переход /u͜o/ > [ọu], /i͜e/ > [ẹi].
Для говоров района Клайпеды, как и для говоров Кретинги и Тельшяя, характерна такая архаичная черта, как сохранение двойственного числа в системе склонения и спряжения: dọ geroụjo vírọ «два хороших мужчины», skaĩtova «мы вдвоём читаем».